# 西野加奈
西野加奈（1989年3月18日—），日本女歌手，三重縣松阪市出身。所屬唱片公司為日本索尼音樂娛樂旗下子公司SME Records，所屬事務所為Sony Music Artists，於2008年以單曲《I》出道。2019年1月，西野加奈宣布将在2月3日横滨竞技场的演唱会结束后无限期暂停歌手活动。西野加奈在2024年6月25日宣布復出。

## 經歷

### 早年
2005年，在西野加奈16歲時，西野的母親秘密為她報名參加了由角川映畫、Sony Music及Yahoo! Japan合辦的「MISS PHOENIX」女演員徵選活動（同期參加的還有蓮佛美沙子和土屋太鳳）。雖然西野並沒有在這場活動中獲得獎項，但其歌唱實力受到注意，日本索尼音樂遂在隔年（2006年）與其簽約。出道初期的官方宣傳語「1/40000奇蹟的榮譽」便是代表她是從約40000個報名者（實際上報名者為37789名）當中被選中的潛力新星。西野在為正式出道作準備的同時，也在2007年順利入讀名古屋的大學。

### 正式出道
2008年2月20日，西野加奈第一張單曲《I》正式發行，然而該單曲並未獲得很好的成績，在公信榜中僅取得第155位。同年8月13日單曲《Style.》，並在公信榜單曲週榜中取得第57位，成為西野加奈出道以來第一張公信榜排名100名以內的單曲。其後數張單曲的實體銷量均未如理想，然而，《即使分開兩地 feat.WISE》和《忽然好想見你》兩張單曲均在RIAJ數位單曲下載中分別取下白金和雙白金的銷量認證。西野也憑藉這兩首歌曲，逐漸開始累積人氣。
2009年6月24日，第一張原創專輯《LOVE one.》發行，並在公信榜週榜中排名第4位，而最終累計銷量亦超越15萬張。當中的新曲《想聽你的聲音 feat.VERBAL(m-flo)》亦在RIAJ數位單曲下載中取得10萬的銷量認證。7月10日，西野加奈在音樂節目Music Station中以「young guns」形式首次演出。同年9月，西野加奈在東京、大阪和名古屋三地舉辦首次個人巡迴演唱會《LOVE one. Tour》，並在最終場首次披露了新曲《愛得更多…》。

### 人氣上升
2009年10月21日，單曲《愛得更多…》發行，並在公信榜中排名第6，成為西野加奈出道以來首張進入公信榜首10名以內的單曲。除此之外，此單曲亦於RIAJ數位下載中，以手機片段下載和全曲下載分別取得三白金和雙白金銷量認證，令西野瞬間人氣高企。接下來的數張單曲:《Dear…/MAYBE》、《Best Friend》和《好想見你 好想見你》均取得不俗的成績，當中《Best Friend》和《好想見你 好想見你》分別於RIAJ數位下載中獲得三白金和百萬銷量認證，而《好想見你 好想見你》一曲更在公信榜中取得第2位，成為西野加奈出道以來排名最高的單曲。

#### 2010年
2010年3月20日至4月29日間，西野加奈在仙台、名古屋、大阪、福岡和東京五地展開個人巡迴演唱會《Kanayan Tour 2010 ～Spring～》。6月23日，第二張原創專輯《to LOVE》發行，此專輯於發行三週內隨即達成50萬銷量，同時於7月5日和12日於公信榜週榜中取得第1位，亦成為了2010年7月的Oricon專輯月榜冠軍作品。這張專輯最終累積銷量更突破70萬張，成為西野加奈最暢銷的專輯，並且為2010年東洋女歌手唱片銷售總冠軍。
8月4日，單曲《if》發行。此單曲為動畫《火影忍者疾風傳劇場版 失落之塔》的主題曲，銷量方面延續前一張單曲高企的銷量，在公信榜週榜中排名第5，累積銷量亦超越9萬張。9月3日至18日，在福岡、札幌、仙台、大阪、名古屋和東京六個城市的Zepp會場舉行巡迴演唱會《Kanayan Tour 2010 ～Autumn～》。 11月3日推出單曲《你喲》，此曲為富士電視台劇集《飛特族、買個家。》(由嵐-二宮和也主演)的插曲，在公信榜中獲得週榜第3位，累積銷量更接近10萬張，成為西野加奈出道以來最高銷量的單曲。
2010年高企的人氣亦使西野加奈於年尾的各個頒獎典禮中獲得多個獎項。在第43屆日本有線大獎中，憑著《你喲》獲得有線音樂優秀獎，其後亦在第43屆BEST HIT歌謠祭中獲得Gold Artist獎。於12月30日舉行的第52屆日本唱片大獎中，西野加奈亦憑著《to LOVE》獲得優秀專輯獎。 翌年1月5日舉行的日本金唱片大獎中，五大最佳配信歌曲大獎由西野加奈以《Best Friend》、《好想見你 好想見你》和《if》三曲佔其中三首，而《好想見你 好想見你》亦同時獲得年度配信歌曲大獎，此外，她亦憑著專輯《to LOVE》獲得五大最佳專輯大獎。
2010年12月31日，西野加奈首次登上NHK紅白歌合戰，演唱歌曲為《Best Friend》。

### 長期發展

#### 2011年
2011年2月9日，第13張單曲《Distance》發行，此張單曲獲得公信榜週榜第3位，但實體銷量方面並未如前數張單曲般高企，僅有6萬多張，然而在數位下載方面仍然分別以手機片段下載和全曲下載分別取得雙白金和白金認證，亦在下載榜獲得兩週冠軍。第14張單曲《Esperanza》於5月18日推出，此單曲在公信榜週榜中排名第5，實體銷量約為4萬多張。
第三張原創專輯《Thank you, Love》於6月22日推出，並隨即登上公信榜週榜第1位，首週銷量接近20萬張，累積銷量亦超越30萬張。隨後於6月25日舉辦的2011 MTV Video Music Aid Japan中，西野加奈再次憑專輯《to LOVE》獲得最優秀專輯獎。
7月29日至9月9日間，西野加奈展開首次全國大會堂巡迴演唱會《Kanayan Tour 2011～Summer～》，當中包括新潟、廣島、神戶和東京等城市，並首次在日本武道館舉行演唱會，日本武道館的場次亦成為該次巡演的最終場。
第15張單曲《就算...》於11月9日發行，於公信榜週榜中排名第5，銷量則比上一張單曲《Esperanza》稍為上升，累積銷量約為6萬張。在數位付費下載方面，該單曲於11月8日和翌年的1月3日至10日取得RIAJ下載榜週榜冠軍。
在12月10日舉辦的第44屆日本有線大獎中，西野加奈憑《就算...》一曲再次獲得有線音樂優秀獎。於12月30日舉行的第53屆日本唱片大獎中，她亦藉著《Esperanza》獲得優秀作品獎。
2011年12月31日，西野加奈第二回次登上NHK紅白歌合戰，演唱歌曲為《たとえ　どんなに…》。

#### 2012年
1月6日，西野加奈首次訪問台灣，並於1月7日參與臺灣電視公司的新年特別節目《2012超級巨星紅白藝能大賞》，是次節目為西野加奈的首次海外演出，與此同時，台灣索尼音樂娛樂為此特地發行第三張專輯《Thank you, Love》的來台豪華限定版。
第16張單曲《SAKURA, I love you?》在3月7日推出，於公信榜週榜中最高排名第6，累計銷量大約5萬張，數位下載方面，此曲的電話鈴聲在2月15日的RecoChoku每周排行榜上取得首位，成為該排行榜中首個連續8首歌都取得首位的女性藝人。 5月23日，第17張單曲《我們的歌》發行，此曲為電影《敗犬復活大作戰》的主題曲，於公信榜週榜中排名第6，累計銷量約5萬張。此曲與前作同樣取得RecoChoku每周排行榜上的首位，令西野加奈該排行榜中最多連續歌曲取得首位的女藝人。
第18張單曲《GO FOR IT !!》於7月25日發行，此單曲在公信榜週榜中排名第7，累計銷量下滑至大約4萬5千張，數位下載方面，此單曲在7月24日於RIAJ付費音樂下載榜週榜取得第1位，並取得十萬銷量認證。
9月5日，第四張原創專輯《Love Place》發行，並在公信榜週榜中取得第2位，首週銷量約16萬張，累積銷量超過30萬張。
10月13日至11月24日，西野加奈於伊勢、廣島、福岡、名古屋、大阪和埼玉六個城市舉行首次體育館巡迴演唱會《Kanayan Tour 2012 ～Arena～》，並成功動員十萬人次。
11月7日，第19張單曲《Always》發行，在公信榜週榜中排名第6，累計銷量再下滑至約3萬8千張。
儘管西野加奈的唱片銷量比以往有所下滑，她在年底仍然獲得數個在音樂方面的獎項。在11月14日舉辦的第45屆日本有線大獎中，憑著《我們的歌》第三度獲得有線音樂優秀獎，而在第54屆日本唱片大獎中，她亦憑專輯《Love Place》獲得專輯大獎。在第27屆日本金唱片大獎中，她憑著《就算...》一曲獲得五大最佳配信歌曲大獎。
2012年12月31日，西野加奈第三回次登上NHK紅白歌合戰，演唱歌曲為《Go for It!!》。

#### 2013年
1月11日，西野加奈舉辦第二次大會堂巡迴演唱會《Kanayan Tour 2013 ～Spring～》，是次巡演於日本全國25個城市26個會場中舉行，並動員8萬多人次。
3月7日，西野加奈首次訪問香港，為其亞洲巡迴演唱會作宣傳。
首次亞洲巡迴演唱會《Kanayan Tour 2013 ～Asia～》於3月30日展開，分別於台北和香港舉辦合共兩場。台北場於3月30日在國立臺灣大學綜合體育館舉行，而香港場則於4月6日在九龍灣國際展貿中心匯星舉行。
6月22日，西野加奈參與MTV舉行的MTV Video Music Awards Japan 2013。以《Always》獲得最優秀女歌手獎。
9月4日，同時發行精選輯《Love Collection ～pink～》與《Love Collection ～mint～》，分別獲得Oricon排行榜週榜第1、2名，成為繼藤圭子、濱崎步和JUJU後，第四位同時佔據Oricon首兩位的女歌手。
12月18日，發行DVD《MTV Unplugged Kana Nishino》。
2013年12月31日，西野加奈第四回次登上NHK紅白歌合戰，演唱歌曲為《さよなら》。

#### 2014年
5月21日，發行第23張單曲《We Don't Stop》，此曲為《花咲舞無法沉默》（花咲舞が黙ってない）的主題曲。
7月9日，發行DVD《Love Collection Tour ～pink & mint～》。
8月13日，發行第24張單曲《Darling》。
10月15日，發行第25張單曲《好き》。
11月12日，發行第5張專輯《with LOVE》收錄了《さよなら》、《We Don't Stop》、《Darling》及《好き》等歌曲。
2014年12月31日，西野加奈第五回次登上NHK红白歌合战，演唱歌曲為《Darling》。

#### 2015年
4月29日，發行第26張單曲《もしも運命の人がいるのなら》。
5月17日，西野加奈開始在日本各地舉辦巡迴演唱會《with LOVE tour 2015》，首場在埼玉超級競技場舉行。
6月8日，電影《女主角失格》（ヒロイン失格）的主題曲由西野加奈擔當決定，歌曲為《トリセツ》，發售日期為9月9日。
9月9日，發行第27張單曲《トリセツ》。
11月18日，發行精選輯《Secret Collection ～RED～》、《Secret Collection ～GREEN～》，其中GREEN盤收錄《掟上今日子の備忘録》主題歌No.1 。
12月31日，西野加奈第六回次登上NHK紅白歌合戰，演唱歌曲為《トリセツ》。

#### 2016年
2月3日，發行DVD《with LOVE tour》，收錄"with LOVE tour 2015"最終場 大阪ホール，特典則收錄"Stand Up~with LOVE tourスペシャルムービー"(Stand Up~with LOVE tour special movie)。
3月20日，阪神甲子園"第88回選拔高等學校野球大會"入場進行曲確定《もしも運命の人がいるのなら》，此項殊榮給予歌曲極高肯定。
4月27日，發行第28張單曲《あなたの好きなところ》 ，以海外當紅戀愛素材"52 Reason I love you"作為創作主軸。
6月4日，電影"高台家の人"(高台家的成員),主題歌為《You&Me》 。
7月13日，發行第6張原創專輯《Just LOVE》，並且連續兩周獲得周冠。
12月5日，憑單曲《Dear Bride》獲得第四十九回日本有線大獎，為第一位平成年代出生的歌手奪得該獎項。
12月30日，憑單曲《あなたの好きなところ》獲得第五十八回日本唱片大賞。
12月31日，西野加奈第七回次登上NHK紅白歌合戰，演唱歌曲為《Dear Bride》。

#### 2017年
1月18日，宣布在大阪巨蛋和東京巨蛋舉行演唱會。
11月15日，發行第7張原創專輯《LOVE it》。
12月31日，西野加奈第八回次登上NHK紅白歌合戰，演唱歌曲為《バッ》。
2018年
4月18日，發行第33張單曲《アイラブユー》。
9月12日，發行第34張單曲《Bedtime Story》。
11月21日，再度發行精選輯《Love Collection 2～pink～》、《Love Collection 2～mint～》、創紀錄二度空降 ORICON 冠亞軍精選。
12月31日，西野加奈第九回次登上NHK紅白歌合戰，演唱歌曲為《トリセツ》。

#### 2019年
1月8日，宣布完成2月的三場橫濱體育館演唱會後無限期暫別樂壇，並感謝歌迷多年支持。

### 活動終止後

#### 2019年
3月18日生日當天，宣布與圈外人士結婚。

#### 2021年
6月1日，官方宣布從即日起將未有上架於音樂串流媒體的106首單曲及專輯收錄曲（不包括《再見》收錄的《好想見你 好想見你（Live on MTV Unplugged）》）一同上架至音樂串流媒體（包括日本和海外）。至此，西野加奈個人名義的所有單曲和專輯收錄曲均上架至音樂串流媒體。

#### 2023年
8月4日，宣布誕下一子。

### 復出
2024年
2024年6月25日，西野加奈於社交網站宣佈復出，7月推出復出後新曲，9月推出迷你專輯《Love Again》以及今年11月13日及14日於橫濱體育館舉行演唱會。
12月31日，西野加奈第十回次登上NHK紅白歌合戰，演唱歌曲為《EYES ON YOU 紅白スペシャルメドレー》。

## 人物
- 三重大學教育學部附屬中學、三重高等學校畢業。2011年3月18日於金城學院大學（Kinjo Gakuin University）文學部畢業。
- 小時候曾兩度待過美國。
- 說話時常帶有三重腔或松阪腔，高中時期曾學習津輕地區的民謠。
- 2008年12月，獲日本三重縣知事野呂昭彦任命為「みえの国観光大使」，成為史上最年少的大使。

## 唱片

### 單曲
| 發行年 | 標題 | 中譯標題                        | 銷售排行          | 銷售排行             | 銷售排行         | Oricon銷售總計 | 所屬專輯                                              |
| 發行年 | 標題 | 中譯標題                        | Oricon 週間單曲榜 | 告示牌 Japan Hot 100 | RIAJ 數位單曲榜* | Oricon銷售總計 | 所屬專輯                                              |
| ------ | ---- | ------------------------------- | ----------------- | -------------------- | ---------------- | -------------- | ----------------------------------------------------- |
| 2008   |      | I                               | 155               | 10                   | –                | 481            | LOVE one.                                             |
| 2008   |      | glowly days                     | 126               | 22                   | –                | 1,044          | LOVE one.                                             |
| 2008   |      | Style.                          | 57                | 67                   | –                | 2,787          | LOVE one.                                             |
| 2009   |      | MAKE UP                         | 119               | 39                   | –                | 698            | LOVE one.                                             |
| 2009   |      | 即使分開兩地 feat.WISE          | 40                | 39                   | 18               | 9,536          | LOVE one.                                             |
| 2009   |      | 忽然好想見你                    | 19                | 7                    | 3                | 12,412         | LOVE one.                                             |
| 2009   |      | 想聽你的聲音 feat.VERBAL(m-flo) | –                 | 55                   | 5                | (數位單曲)     | LOVE one.                                             |
| 2009   |      | 愛得更多...                     | 6                 | 3                    | 1                | 65,220         | to LOVE                                               |
| 2009   |      | Dear…/MAYBE                     | 7                 | 3                    | 1/5              | 52,792         | to LOVE                                               |
| 2010   |      | Best Friend                     | 3                 | 3                    | 1                | 70,833         | to LOVE                                               |
| 2010   |      | 好想見你 好想見你               | 2                 | 4                    | 1                | 97,103         | to LOVE                                               |
| 2010   |      | if                              | 5                 | 6                    | 1                | 91,409         | Thank you, Love                                       |
| 2010   |      | 你喲                            | 3                 | 3                    | 1                | 98,113         | Thank you, Love                                       |
| 2011   |      | Distance                        | 3                 | 3                    | 1                | 61,175         | Thank you, Love                                       |
| 2011   |      | Esperanza                       | 5                 | 5                    | 1                | 46,718         | Thank you, Love                                       |
| 2011   |      | 就算...                         | 5                 | 5                    | 1                | 63,693         | Love Place                                            |
| 2012   |      | SAKURA, I love you?             | 6                 | 4                    | 1                | 53,676         | Love Place                                            |
| 2012   |      | 我們的歌                        | 6                 | 7                    | 1                | 53,425         | Love Place                                            |
| 2012   |      | GO FOR IT!!                     | 7                 | -                    | 1                | 45,136         | Love Place                                            |
| 2012   |      | Always                          | 6                 | -                    | 1                | 39,870         | Love Collection ～pink～ Love Collection ～mint～     |
| 2013   |      | Believe                         | 7                 | -                    | 1                | 39,447         | Love Collection ～pink～ Love Collection ～mint～     |
| 2013   |      | 淚色                            | 14                | -                    | 1                | 27,652         | Love Collection ～pink～ Love Collection ～mint～     |
| 2013   |      | 再見                            | 4                 | -                    | 1                | 42,289         | with LOVE                                             |
| 2014   |      | We Don't Stop                   | 2                 | -                    |                  | 32,008         | with LOVE                                             |
| 2014   |      | Darling                         | 6                 | -                    |                  | 42,075         | with LOVE                                             |
| 2014   |      | 喜歡                            | 9                 | -                    |                  | 24,803         | with LOVE                                             |
| 2015   |      | 如果有命中註定之人的話          | 11                | -                    |                  | 41,210         | Just LOVE                                             |
| 2015   |      | 戀愛使用說明                    | 6                 | -                    |                  | 73,695         | Just LOVE                                             |
| 2016   |      | 喜歡你的理由                    | 5                 | -                    |                  | 32,741         | Just LOVE                                             |
| 2016   |      | Dear Bride                      | 9                 | -                    |                  | 37,375         | LOVE it                                               |
| 2017   |      | 啪                              | 5                 | -                    |                  | 25,025         | LOVE it                                               |
| 2017   |      | Girls                           | 7                 | -                    |                  | 21,086         | LOVE it                                               |
| 2017   |      | 牽手的理由                      | 7                 | -                    |                  | 19,710         | LOVE it                                               |
| 2018   |      | I Love You                      | 8                 | -                    |                  | 24,802         | Love Collection 2 ～pink～ Love Collection 2 ～mint～ |
| 2018   |      | Bedtime Story                   | 7                 | -                    |                  | 24,675         | Love Collection 2 ～pink～ Love Collection 2 ～mint～ |

### 專輯

#### 原創專輯
|            | 發售日         | 名稱            | 發行廠標    | 規格品號                     | 規格品號       | Oricon銷售總計 | 最高位 |
| 初回限定盤 | 發售日         | 名稱            | 發行廠標    | 通常盤                       |                | Oricon銷售總計 | 最高位 |
| ---------- | -------------- | --------------- | ----------- | ---------------------------- | -------------- | -------------- | ------ |
| 1st        | 2009年6月24日  | LOVE one.       | Aniplex     | SECL-790～SECL-791(CD+DVD)   | SECL-792 (CD)  | 222,024        | 4位    |
| 2nd        | 2010年6月23日  | to LOVE         | SME Records | SECL-876～SECL-877(CD+DVD)   | SECL-878 (CD)  | 712,866        | 1位    |
| 3rd        | 2011年6月22日  | Thank you, Love | SME Records | SECL-980～SECL-981(CD+DVD)   | SECL-982 (CD)  | 375,693        | 1位    |
| 4th        | 2012年9月5日   | Love Place      | SME Records | SECL-1178～SECL-1179(CD+DVD) | SECL-1180 (CD) | 346,152        | 2位    |
| 5th        | 2014年11月12日 | with LOVE       | SME Records | SECL-1609～SECL-1610(CD+DVD) | SECL-1611 (CD) | 266,788        | 1位    |
| 6th        | 2016年7月13日  | Just LOVE       | SME Records | SECL-1937～SECL-1938(CD+DVD) | SECL-1939 (CD) | 306,197        | 1位    |
| 7th        | 2017年11月15日 | LOVE it         | SME Records | SECL-2235～SECL-2236(CD+DVD) | SECL-2237 (CD) | 113,770        | 2位    |

#### 精選專輯
|            | 發售日         | 名稱                        | 發行廠標    | 規格品號                      | 規格品號        | Oricon銷售總計 | 最高位 |
| 初回限定盤 | 發售日         | 名稱                        | 發行廠標    | 通常盤                        |                 | Oricon銷售總計 | 最高位 |
| ---------- | -------------- | --------------------------- | ----------- | ----------------------------- | --------------- | -------------- | ------ |
| 1st        | 2013年9月4日   | Love Collection ～pink～    | SME Records | SECL-1381～SECL-1382(CD+DVD)  | SECL-1383 (CD)  | 313,755        | 2位    |
| 1st        | 2013年9月4日   | Love Collection ～mint～    | SME Records | SECL-1384～SECL-1385(CD+DVD)  | SECL-1386 (CD)  | 327,620        | 1位    |
| 2nd        | 2015年11月18日 | Secret Collection ～RED～   | SME Records | SECL-1800~ SECL- 1801(CD+DVD) | SECL-1802 (CD)  | 112,622        | 3位    |
| 2nd        | 2015年11月18日 | Secret Collection ～GREEN～ | SME Records | SECL-1803~ SECL- 1804(CD+DVD) | SECL- 1805 (CD) | 132,017        | 2位    |
| 3rd        | 2018年11月21日 | Love Collection 2 ～pink～  | SME Records | SECL-2355~SECL-2356(CD+DVD)   | SECL-2357 (CD)  | 114,299        | 1位    |
| 3rd        | 2018年11月21日 | Love Collection 2 ～mint～  | SME Records | SECL-2358~SECL-2359(CD+DVD)   | SECL-2360 (CD)  | 107,022        | 2位    |

### DVD

#### 演唱會DVD
|            | 發售日         | 名稱                                 | 發行廠標    | 規格品號                        | 規格品號                        | Oricon銷售總計           | 最高位         |
| 初回限定盤 | 發售日         | 名稱                                 | 發行廠標    | 通常盤                          |                                 | Oricon銷售總計           | 最高位         |
| ---------- | -------------- | ------------------------------------ | ----------- | ------------------------------- | ------------------------------- | ------------------------ | -------------- |
| 1st        | 2011年12月7日  | Kanayan Tour 2011～Summer～          | SME Records | SEBL-132～SEBL-133              | SEBL-134～SEBL-135              | 51,230                   | 4              |
| 2nd        | 2012年12月19日 | Love Voyage ～a place of my heart～  | SME Records | SEBL144                         | SEBL145                         | -                        | 6              |
| 3rd        | 2013年4月17日  | Kanayan Tour 2012 ～Arena～          | SME Records | SEBL-152                        | SEBL-154                        | 42,065                   | 2              |
| 4th        | 2013年12月18日 | MTV Unplugged Kana Nishino           | SME Records |                                 |                                 |                          | 10             |
| 5th        | 2014年7月9日   | Love Collection Tour ～pink & mint～ | SME Records |                                 |                                 | 31,665                   | 2              |
| 6th        | 2016年2月3日   | with LOVE tour                       | SME Records | SEBL-197~198(DVD) SEXL-69(藍光) | SEBL-199~200(DVD) SEXL-70(藍光) | 41,781(DVD) 10,103(藍光) | 2(DVD) 2(藍光) |
| 7th        | 2017年4月12日  | Just LOVE Tour                       | SME Records |                                 |                                 | 32,280(DVD) (藍光)       | 1(DVD) 4(藍光) |
| 8th        | 2018年12月26日 | LOVE it Tour ～10th Anniversary～    | SME Records |                                 |                                 | (DVD) (藍光)             | (DVD) (藍光)   |
| 9th        | 2019年4月24日  | Love Collection Live 2019            | SME Records |                                 |                                 | (DVD) (藍光)             | (DVD) (藍光)   |

## 演出

### 電視節目
- MTV colors（MTVV Japan，星期一20：00 - 20：30、2008年4月7日 - 6月）
- saku saku（tvk，2008年8月18日 - 22日）
- SAKAE TA☆RO（CTV）
- 着信御礼!ケータイ大喜利（NHK、2009年6月20日、11月7日）
- Music Station（朝日電視台，2009年7月10日、10月30日、12月25日，2010年3月5日、5月21日、7月9日、10月1日，2011年2月24日、3月4日、5月6日）
- グータンヌーボ（關西電視台，2009年9月9日）
- 笑っていいとも!（富士電視台、2009年11月13日）
- SMAPXSMAP（富士電視台、2009年12月14日)
- J-WAVE LIVE 2000+10(2010年10月10日)
- LIVEナビ (2010年10月16日)

### NHK紅白歌合戦出場经历
| 年度/放送回               | 回 | 曲目                               | 備考         |
| ------------------------- | -- | ---------------------------------- | ------------ |
| 2010年（平成22年）/第61回 | 初 | Best Friend                        | 紅白初出場   |
| 2011年（平成23年）/第62回 | 2  | たとえ どんなに…                   |              |
| 2012年（平成24年）/第63回 | 3  | GO FOR IT!!                        |              |
| 2013年（平成25年）/第64回 | 4  | さよなら                           |              |
| 2014年（平成26年）/第65回 | 5  | Darling                            |              |
| 2015年（平成27年）/第66回 | 6  | トリセツ                           |              |
| 2016年（平成28年）/第67回 | 7  | Dear Bride                         |              |
| 2017年（平成29年）/第68回 | 8  | パッ                               |              |
| 2018年（平成30年）/第69回 | 9  | トリセツ                           | 9年連続出場  |
| 2024年（令和6年）/第75回  | 10 | EYES ON YOU 紅白スペシャルメドレー | 復出後初登場 |

### 廣播節目
- LIFE COMMUNICATION（ZIP-FM「FRIDAY SHINY WAVE」内，星期五22:30 - 23:00，2008年4月4日 - ）
- 西野カナのka-navi（radio CUBE FM三重「SINGLE TOP 30」内，星期日17:10左右 - ，2008年6月2日 - ）

### 廣告
- 近鉄パッセ「パッセバザール」
- Maybelline New York
- Gemcerey

## 外部連結
- （日語） 官方網站 （页面存档备份，存于）
- （日語） 官方facebook （页面存档备份，存于）
- （日語） 官方部落格（页面存档备份，存于） （2009年4月15日 -）
- （日語） 官方部落格 （2008年2月19日 - 2009年4月15日）
- （日語） 西野加奈的X（前Twitter）

- 西野加奈的Instagram帳戶
- （日語） YouTube上的西野加奈Official YouTube Channel頻道（大部份MV限日本地區觀看，日本以外可以收聽部份MV以及由YouTube Music提供的內容）

## 脚注